# رابرت لایت‌فوت جونیور
رابرت لایت‌فوت جونیور (انگلیسی: Robert M. Lightfoot Jr.؛ زادهٔ ۱۹۶۳ (۶۱–۶۲ سال)) یک مهندس و سرپرست پیشین ناسا بود که از ۲۰ ژانویه ۲۰۱۷ تا ۲۳ آوریل ۲۰۱۸ این مسئولیت را بر عهده داشت که تا کنون، طولانی‌ترین مدت سرکار بودن یک سرپرست در ناسا به‌شمار می‌آید.